# Macht der Phantasie
Macht der Phantasie (Originaltitel: If Wishes Were Horses) ist die 16. Folge der ersten Staffel der US-amerikanischen Science-Fiction-Fernsehserie Star Trek: Deep Space Nine. Sie wurde in den Vereinigten Staaten über Syndication vermarktet und erstmals am 16. Mai 1993 auf verschiedenen Fernsehsendern ausgestrahlt. In Deutschland war sie zum ersten Mal am 1. Mai 1994 in einer synchronisierten Fassung auf Sat.1 zu sehen.

## Handlung
Im Jahr 2369 bei Sternzeit 46853.2 erscheint zunächst alles ruhig auf der Raumstation Deep Space Nine. Jake Sisko, der Sohn des Stationskommandanten Benjamin Sisko, geht in eine Holosuite, um dort Baseball zu spielen. Stationsarzt Julian Bashir gesteht der Wissenschaftsoffizierin Jadzia Dax, wie sehr er in sie verliebt ist, doch sie lässt ihn freundlich abblitzen. Sie werden schließlich beide auf die Ops gerufen. Dort registriert Dax erhöhte Thoronen-Emissionen im nahe gelegenen Denorios-Gürtel. Deren Ursache ist zunächst unklar. Dax und Sisko vermuten einen Zusammenhang mit dem erhöhten Schiffsverkehr in dieser Region aufgrund des vor einigen Monaten entdeckten stabilen Wurmlochs in den Gamma-Quadranten. Chefingenieur Miles O’Brien bringt unterdessen seine Tochter Molly zu Bett und erzählt ihr das Märchen vom Rumpelstilzchen. Kurz darauf stürmt Molly aufgeregt aus ihrem Zimmer und behauptet, Rumpelstilzchen sei da drin. O’Brien will ihr die Angst nehmen, indem er nachsieht, doch zu seiner Verwunderung sitzt in Mollys Zimmer tatsächlich ein fremdes Wesen, das nach Stroh sucht, um daraus Gold zu spinnen.
O’Brien informiert Commander Sisko über den unerwarteten Gast, doch der sieht sich bereits mit dem gleichen Problem konfrontiert: Seinem Sohn Jake ist eine Nachbildung des Baseballspielers Buck Bokai von der Holosuite bis nach Hause gefolgt, obwohl holografische Figuren die Holosuite eigentlich nicht verlassen können. Bashir hat sich unterdessen schlafen gelegt, als plötzlich Dax zu ihm ins Bett steigt. Als Sisko die Führungsoffiziere auf die Ops ruft, glaubt Bashir, Dax wolle ihm einen bösen Streich spielen. Auf der Ops will Sisko wissen, ob die unerwarteten Gäste etwas mit den erhöhten Thoronen-Emissionen zu tun haben könnten. Erstaunlicherweise hat Dax keine Ahnung, wovon er redet. Kurz darauf erscheint die echte Dax und es zeigt sich, dass es sich bei der Begleiterin von Bashir um einen weiteren Eindringling handelt. Sicherheitschef Odo meldet über Funk, dass auf dem Promenadendeck seltsame Dinge vor sich gehen: Es schneit und auch dort tauchen Personen und andere Wesen auf. Der Bar-Besitzer Quark merkt zu seinem Schrecken, dass all seine Gäste beim Dabo-Spiel andauernd gewinnen. Dax registriert im Gebiet der erhöhten Thoronen-Emissionen eine Subraum-Verzerrung, die alles verschwinden lässt, was in sie hineingerät. Die seltsamen Gäste scheinen der Phantasie der Bewohner von Deep Space Nine zu entspringen. Dax vermutet einen Zusammenhang mit der Verzerrung und findet außerdem etwas Alarmierendes heraus: Im Hanoli-System gab es im 23. Jahrhundert eine identische Verzerrung, die letztendlich das gesamte System vernichtete.
Eine Sonde wird gestartet, um die Verzerrung genauer zu untersuchen. O’Brien wird bei seiner Arbeit immer wieder vom Rumpelstilzchen gestört und auch Bokai bleibt ständig an Siskos Seite. Mit ihrer Liebe zum Baseball finden Sisko und Bokai schnell ein Thema, dass sie verbindet. Unbemerkt von den Führungsoffizieren halten Bokai, Rumpelstilzchen und die falsche Dax daraufhin ein geheimes Treffen ab. Rumpelstilzchen und Dax sind verwundert, dass sie zunächst von O’Brien und Bashir erdacht wurden, jetzt aber abgewiesen werden. Sie halten ihren Plan für gescheitert. Bokai hingegen ist hoffnungsvoller, denn er glaubt, mit Sisko eine gemeinsame Basis gefunden zu haben.
Die Vorfälle auf dem Promenadendeck halten weiter an. Währenddessen wird die Verzerrung immer größer und bedroht allmählich das gesamte bajoranische System. Im Hanoli-System gab es seinerzeit einen Versuch, die Verzerrung zu schließen, was aber scheiterte. O’Brien ist zuversichtlich, dass es mit der inzwischen weiterentwickelten Technik klappen könnte. Während die Führungsoffiziere die nötigen Vorbereitungen treffen, erscheinen Bokai, Rumpelstilzchen und die falsche Dax erneut auf der Ops und beobachten sie interessiert. Ein modifizierter Photonentorpedo wird in die Verzerrung geschossen, doch diese kollabiert nicht wie erhofft. Stattdessen geht eine Erschütterung von ihr aus und trifft die Station. Die falsche Dax wird dabei schwer verletzt. Der Plan scheint gescheitert und niemand hat einen alternativen Vorschlag. Da behauptet Rumpelstilzchen, er könne das Problem lösen, doch er verlangt dafür einen hohen Preis: Als Gegenleistung für seinen Dienst will er O’Briens Tochter Molly haben. Sisko lehnt diesen Handel ab und glaubt, die Fremden jetzt durchschaut zu haben. Er befiehlt, die Schutzschilde der Station zu deaktivieren. Da die Subraumverzerrung zur gleichen Zeit wie die Fremden erschienen ist, geht Sisko davon aus, dass auch sie gar nicht echt, sondern nur ein Phantasieprodukt ist. Als er seine Überlegung den anderen Offizieren mitteilt, verschwindet die Verzerrung. Kurz darauf lösen sich auch die Fremden auf. Lediglich die erhöhten Thoronen-Emissionen bleiben bestehen.
Etwas später erscheint Buck Bokai Sisko ein letztes Mal in seinem Büro. Er gibt sich als Mitglied einer Forschungsmission aus, die heimlich einem Raumschiff gefolgt ist, das von einer Reise in den Gamma-Quadranten nach Deep Space Nine zurückgekehrt war. Er und seine Leute waren daran interessiert, das Konzept der Phantasie genauer zu erforschen. Jetzt sei es für sie aber Zeit, wieder aufzubrechen. Bokai verspricht, eines Tages (vielleicht in einem Jahr) der Station erneut einen Besuch abzustatten und mehr über seine Spezies preiszugeben. Zum Abschied überreicht er Sisko einen Baseball.

## Verbindungen zu anderen Star-Trek-Produktionen
Macht der Phantasie nimmt Bezug auf mehrere frühere Star-Trek-Folgen:
- Dass die eigene Phantasie den Protagonisten einer Star-Trek-Serie Streiche spielt, war bereits in der Folge Landeurlaub der Originalserie Raumschiff Enterprise aus dem Jahr 1966 und in Folge 1.06 (Der Reisende) von Raumschiff Enterprise – Das nächste Jahrhundert aus dem Jahr 1987 ein zentrales Handlungselement.
- Buck Bokai ist ein Spieler der London Kings. Dieses fiktive Baseball-Team wurde erstmals in Folge 1.12 (Der große Abschied) von Raumschiff Enterprise – Das nächste Jahrhundert aus dem Jahr 1988 erwähnt.

Der Baseball, den Sisko am Ende der Folge von Buck Bokai erhält, wird bis zum Ende der Serie seinen Schreibtisch zieren.

## Produktion

### Drehbuch
Der Originaltitel If Wishes Were Horses geht zurück auf das englische Sprichwort „If wishes were horses, beggars would ride“ („Wenn Wünsche Pferde wären, würden die Bettler reiten“; entspricht etwa dem deutschen Sprichwort „Wenn das Wörtchen wenn nicht wär, wär mein Vater Millionär“).
In der ursprünglichen Idee zu dieser Folge hätte Buck Bokai ein Hologramm sein sollen, dass zusammen mit Jake Sisko die Holosuite verlässt. Da dies aber zu sehr nach der erst kurz zuvor produzierten Folge Das Schiff in der Flasche von Raumschiff Enterprise – Das nächste Jahrhundert klang, wurde die Idee dahingehend abgeändert, dass ein außerirdisches Wesen auf der Grundlage von Jakes Phantasie Bokais Aussehen annimmt. In dem Märchen, das O’Brien seiner Tochter vorliest, sollte ursprünglich ein Leprechaun vorkommen. Auf Wunsch von Colm Meaney wurde daraus jedoch das Rumpelstilzchen gemacht, da er einen Leprechaun als ein beleidigendes irisches Stereotyp empfand.

### Darsteller
Keone Young, Darsteller von Buck Bokai, spielte auch den Vater von Hoshi Sato in Folge 2.10 (Vermisst) von Star Trek: Enterprise.

## Rezeption
Keith DeCandido bewertete Macht der Phantasie 2013 auf tor.com als eine durchschnittliche Folge von Star Trek: Deep Space Nine. Die Grundidee fand er eher dümmlich und sah darin einen Abklatsch früherer Star-Trek-Folgen. Dieser schlechte Eindruck wird für DeCandido aber durch das gute Zusammenspiel verschiedener Figuren (vor allem Quark und Odo sowie Benjamin Sisko und Buck Bokai) etwas wettgemacht.